# یخ‌شکن (کشتی)

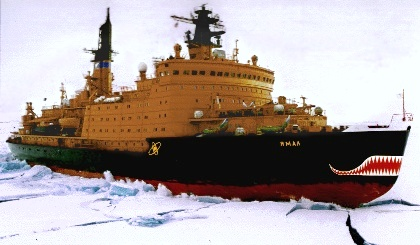
یخ‌شکن اتمی یامال روسیه در شمالگان.

یخ‌شکن، گونه‌ای کشتی است با دماغه و سازه و ماشین‌آلات ویژه برای شکستن یخ سطح دریا و باز کردن راه برای سایر شناورها.
یخ‌شکن‌های معمولی از طریق برخورد رودررو با یخ، یخ‌هایی تا قطر یک متر را شکسته و راهی در آن باز می‌کنند. یخ‌شکن‌های قطبی اما در مسیر خود، با فشار به جلو رفته و سوار یخ می‌شوند و سپس با استفاده از وزن خود یخ‌هایی تا قطر ۶ متر را شکسته و در آن راه باز می‌کنند. یخ‌شکن‌های قطبی معمولاً بالگردی نیز برای شناسایی محدوده پیش رو، بر عرشه خود دارند و گونه‌ای بسیار نیرومند از این کشتی‌ها، یخ‌شکن با قدرت اتمی است که تنها روسیه از آن استفاده می‌کند.